# Colonia Copia Claudia Augusta Lugdunum

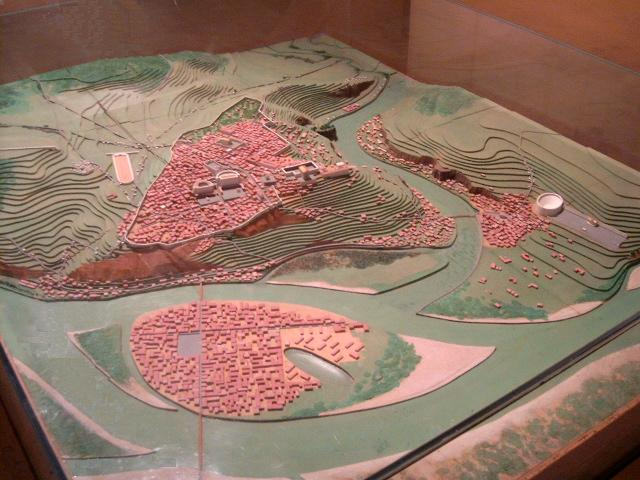
Lugdunum

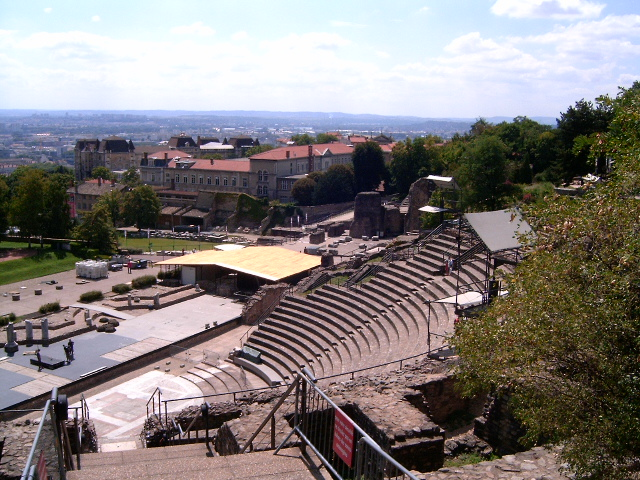
Theater van Lugdunum

Colonia Copia Claudia Augusta Lugdunum (of kortweg Lugdunum) was een Romeinse kolonie in Gallië, op de plaats van het huidige Lyon, in Frankrijk. Het was de hoofdstad van de Romeinse provincie Gallia Lugdunensis, en was 300 jaar de belangrijkste stad van het noordwestelijke deel van het Romeinse Rijk.

## Ontstaan
In 58 v.Chr. veroverde Gaius Julius Caesar de heuvel van Fourvière waar hij een Romeinse vesting liet bouwen. Vijftien jaar later, in 43 v.Chr., werd Lugdunum door Lucius Munatius Plancus pas echt gesticht. Het werd vervolgens in 16 v.Chr. het belangrijkste Romeinse centrum van heel Gallië (bestaande uit drie provincies). Dat bleef zo tot ongeveer de tweede eeuw.

## Bloeiperiode
Vanaf ongeveer 15 v.Chr. kreeg Lugdunum het voorrecht om de zilveren keizerlijke munten te slaan. Lugdunum werd daarom een van de cohortes urbanae toegewezen om het te kunnen beschermen. Vooral dankzij de muntvondsten heeft men de geschiedenis van Lugdunum kunnen reconstrueren en opgraven. In 38 n.C. werd het muntatelier echter gesloten en werd het heropend in Rome. Toch bleef het bestaan om af en toe ondergeschikte munten te slaan.
In 12 v.Chr. liet Drusus op de samenvloeiing van de Saône en de Rhône een altaar bouwen. Dit werd gewijd aan Rome en keizer Augustus en werd het centrum van de keizerlijke cultus in Gallia Comata. Er werd ook een tempel gebouwd en een amfitheater op de La Croix-Rousse heuvel. Verschillende afgevaardigden van de drie Gallische provincies, nl. Gallia Aquitania, Gallia Lugdunensis en Gallia Belgica, kwamen hier samen en vierden er elk jaar op 1 augustus de cultus van Rome en keizer Augustus. Later vloeide daar een soort van provinciale vergadering uit voort voor de vertegenwoordiging van de "60 Naties van Gallië".
Lugdunum kende zijn bloeiperiode in de eerste twee eeuwen na Christus. Lugdunum was onder de Gallische steden de stad met het grootste aantal inwoners. In de tweede eeuw woonden er ongeveer 32.000 mensen in Lugdunum. De stad was, net als alle Romeinse steden, opgedeeld in verschillende wijken. Lugdunum was rijk aan monumenten (zoals een theater en een tempel ter ere van Cybele), had een atelier om munten te slaan, herbergde prominente wijnhandelaars in de stad en bezat belangrijke handelscontacten met Germanië, Italië en het Oosten. Ook op vlak van nijverheid had Lugdunum veel te bieden: er waren fabrikanten van blouses in zijde, fabrikanten van waterzakken, enzovoort. De Rhône en de Saône waren dankzij de handel druk bevaren waterlopen. De woonwijken lagen voornamelijk in het zuiden van de stad, waar zich de talrijke monumenten bevonden. Vier aquaducten, waarvan het Romeins aquaduct van de Gier het langste was, voerden drinkwater aan naar de stad.

## Romeinse keizers in Lugdunum
Keizer Augustus bouwde een keizerlijk paleis in Lugdunum. Keizer Caligula organiseerde er retorwedstrijden en spelen, en liet op het forum koning Ptolemaeus van Mauretania vermoorden. De latere keizer Claudius werd, net als Caracalla, in Lugdunum geboren (in 10 v.Chr.). Claudius zorgde er in de eerste eeuw voor dat er een theater werd gebouwd tegen de flank van de heuvel en dat er aquaducten werden aangelegd. In 1528 werd het Tablet van Lyon gevonden, een bronzen tablet met daarop het voorstel van Claudius aan de senaat om Galliërs het recht te geven senator te worden. Het Amfitheater der Drie Galliae en het heiligdom van de Zestig Gallische stammen, met het altaar der Drie Galliës, bevonden zich in Lugdunum. Deze bloeiperiode kende wel nog enkele crisissen, zoals in het jaar 65, toen een groot deel van de stad opging in de vlammen. drie jaar later had Lugdunum het hard te verduren onder Nero, maar met Trajanus en Hadrianus, restitutor Galliae, krijgen we ook in Lugdunum een herstel en een verdere urbanisatie. Hadrianus vergrootte in 121 het amfitheater en liet een provinciale tempel bouwen.

## Christendom in Lugdunum
In Lugdunum bevond er zich ook een van de eerste christelijke gemeenschappen in het Romeinse Rijk. Deze was ontstaan dankzij de vele Oosterse handelaars en reizigers die zich in de stad hadden gevestigd. In 177 waren er in Lugdunum wrede christenvervolgingen.

## Verval van de stad
Op 19 februari 197 was Lugdunum het toneel van een van de grootste veldslagen uit de Romeinse geschiedenis (zie Romeinse Burgeroorlog (193-197)). Clodius Albinus werd hier verslagen door Septimius Severus en de stad werd voor een deel verwoest.
Vanaf 250 begonnen de Romeinen zich te concentreren op de Rijngrens en verloor de stad zijn prominentie aan Augusta Treverorum. Na Germaanse invasies, tegen het eind van de derde eeuw, waarbij ook het voor de stad levensbelangrijke Romeinse aquaduct onbruikbaar werd, raakte de stad pas echt in verval.
In de derde eeuw n.Chr. verschuift het zwaartepunt van Lugdunum naar Augusta Treverorum (het huidige Trier). In 460 n.Chr. werd Lugdunum het centrum van het koninkrijk der Bourgondiërs en in 725 werd de stad door de Saracenen geplunderd.

## Preromeinse geschiedenis

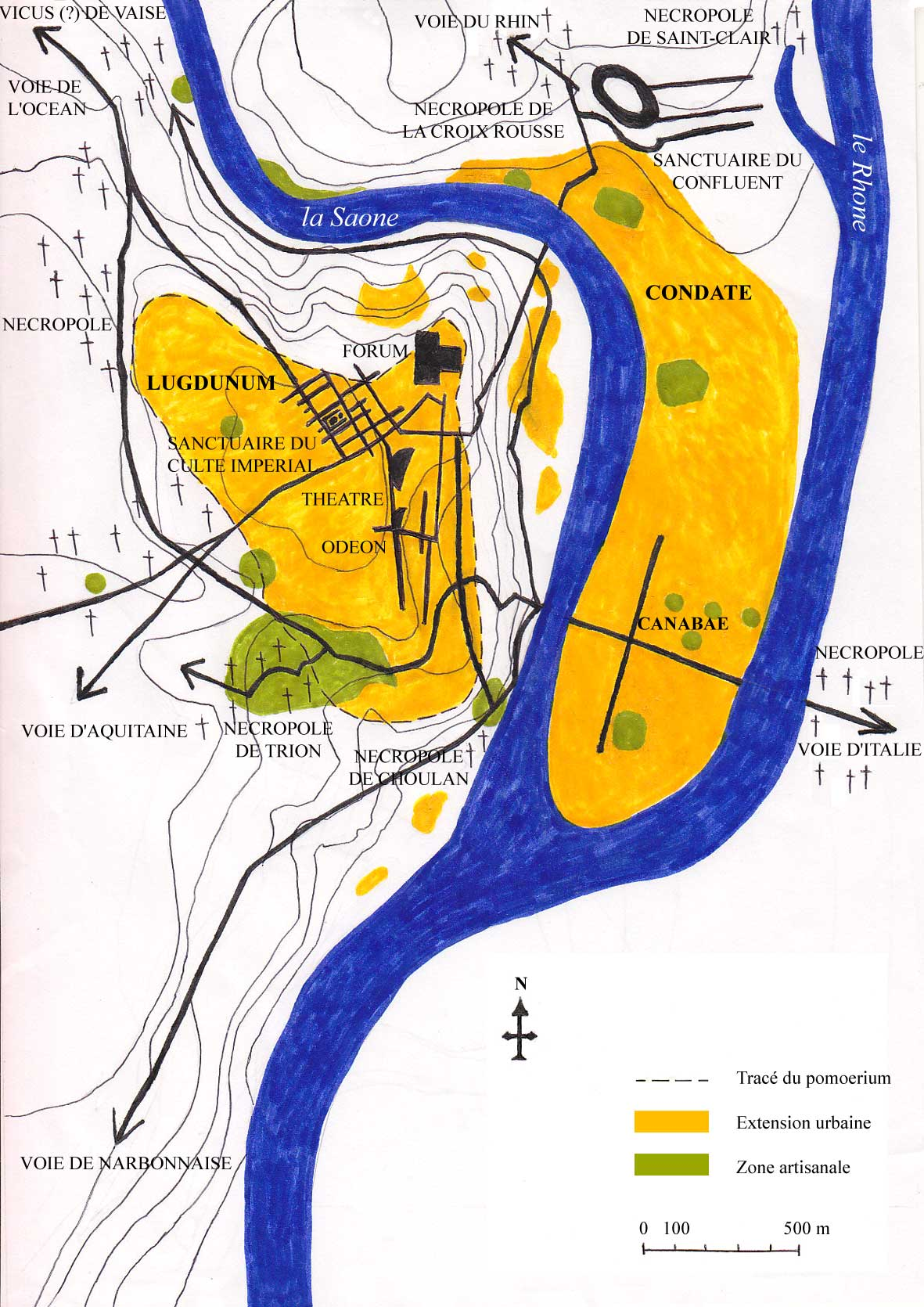
De twee woonkernen van Kelten zijn terug te vinden in het Romeinse Lyon

Er zijn twee Keltische nederzettingen gevonden die van voor de Romeinse overheersing dateren. De eerste nederzetting was een oppidum dat zich op de heuvel van Fourvière, op de rechteroever van de Saône bevond. De tweede Keltische nederzetting bevond zich tussen de Rhône en de Saône. Het betreft hier waarschijnlijk overblijfselen van de Gallische stam van de Segusiavi. De allereerste Romeinse nederzetting in Lugdunum was een legerbasis van Julius Caesar in 58 v.Chr. De eerste echte stad in de buurt van Lugdunum was Vienne: in 65 v.Chr. verdreef Catugnatus, leider van de Allobroges, er de Romeinse handelaars. Deze opstand werd onderdrukt en Vienne werd gesticht. Er zijn ook enkele graven gevonden.

## Benaming
Lugdunum is eigenlijk een Romeins-Keltische benaming. De oudste Keltische vorm is teruggevonden op een zilvermunt uit het jaar 42 v.Chr. en luidt "Lugudunon". Vanaf de romanisering werd in een eerst stadium de naam Lugudunum gebruikt. "lugu" is de naam van de Keltische zonnegod, "dunum" betekent zoveel als heuvel of berg. Lugdunum betekent dus letterlijk "heldere heuvel".